# Giacomo Nizzolo
Giacomo Nizzolo, né le 30 janvier 1989 à Milan en Italie, est un coureur cycliste italien. 
Son palmarès comprend notamment deux titres de champion d'Italie sur route obtenus en 2016 et 2020. Il a remporté le classement par points du Tour d'Italie à deux reprises, en 2015 et 2016, ainsi qu'une étape en 2021. En 2020, il devient champion d'Europe sur route.

## Biographie

### Enfance et carrière amateur
Giacomo Nizzolo commence le cyclisme à l'âge de six ans, lorsque ses parents lui offrent un vélo en cadeau d'anniversaire. Chez les jeunes, il fait partie de l'équipe d'Italie sur piste avec laquelle il parcourt les vélodromes du monde entier. Il est membre de l'équipe de vitesse avec Elia Viviani et Andrea Guardini. Pour sa première année espoir, il remporte trois victoires malgré un grave accident qui le prive d'une partie de la saison. L'année suivante il remporte 9 victoires, puis en 2010 il réalise une bonne saison, ce qui lui permet d'être remarqué par l'équipe Leopard-Trek et de devenir professionnel en 2011. Il décide d'abandonner la piste pour se consacrer à la route.

### Carrière professionnelle

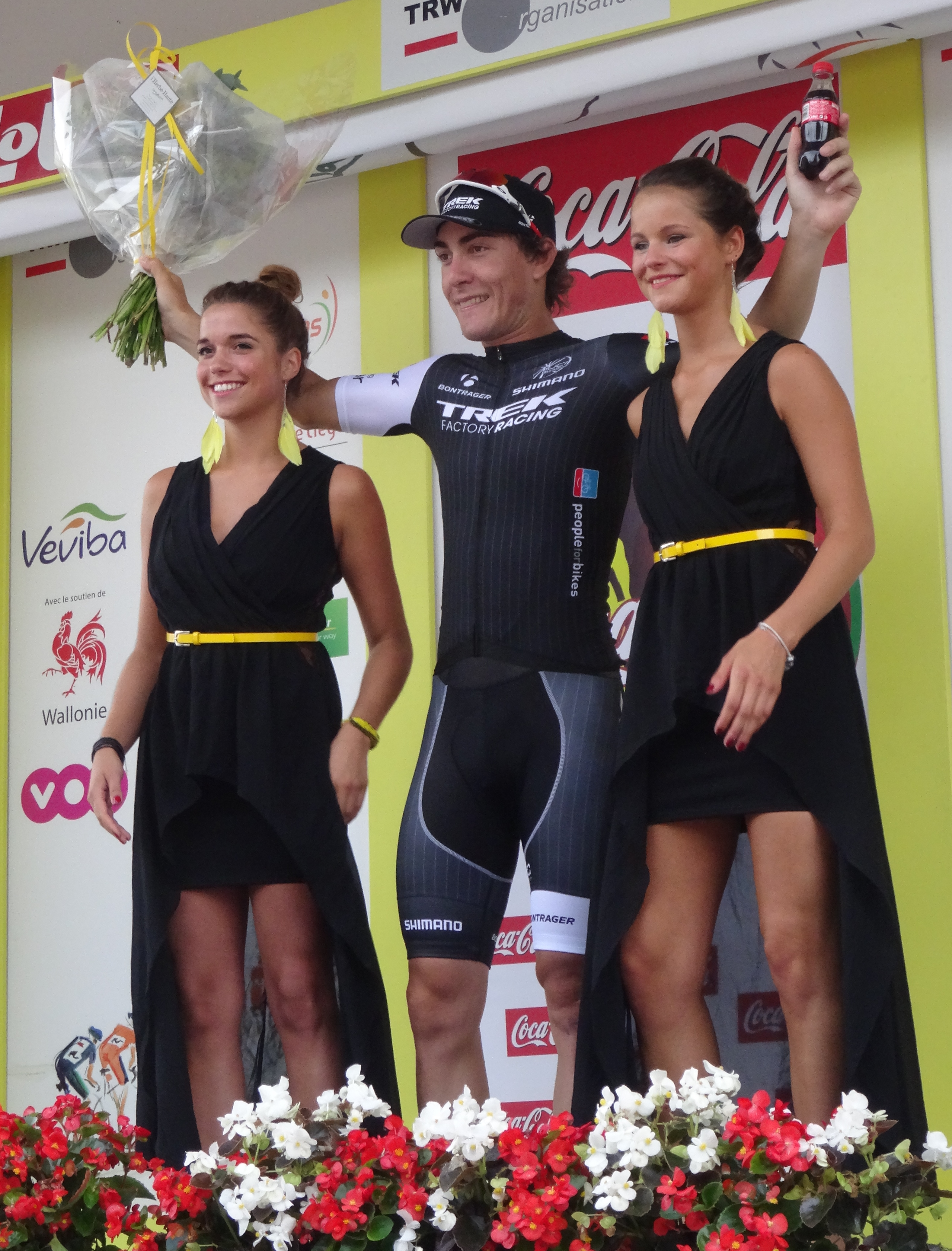
Giacomo Nizzolo, vainqueur de la 2e étape du Tour de Wallonie 2014.

Giacomo Nizzolo débute en 2011 et se fait vite remarquer comme étant très rapide. Dès sa première course au Challenge de Majorque, remportée par Murilo Fischer, il termine cinquième. Il collectionne les places d'honneur. Au mois de mai, il est un des rares coureurs à pouvoir inquiéter Marcel Kittel lors des Quatre Jours de Dunkerque, où il termine troisième de la première étape.
Il obtient sa première victoire professionnelle sur la 5e étape du Tour de Bavière à la fin du mois de mai, en devançant au sprint John Degenkolb et Edvald Boasson Hagen.
En 2012, l'équipe Leopard-Trek fusionne avec RadioShack et devient RadioShack-Nissan, dirigée par Johan Bruyneel. Au printemps, Nizzolo dispute le Tour d'Italie, son premier grand tour. En juillet, il gagne une étape et le classement général du Tour de Wallonie. En août, il remporte sa première victoire sur une course du UCI World Tour, lançant son sprint tôt sur la cinquième étape de l'Eneco Tour et devançant de justesse Jürgen Roelandts. Le résultat est si serré que Roelandts croit avoir gagné, mais le photofinish prouve la victoire de Nizzolo. Ce dernier gagne également le classement par points de cette course. Une semaine plus tard, il est troisième de la Vattenfall Cyclassics, derrière Arnaud Démare et André Greipel. Il est ensuite vainqueur d'une étape du Tour du Poitou-Charentes et septième du Grand Prix de Plouay.
En 2013, Nizzolo est deuxième d'étapes du Tour de l'Algarve, du Tour de Romandie, du Tour d'Italie avant d'obtenir ses premières victoires de l'année en juin au Tour de Luxembourg, dont il gagne deux étapes. Encore deuxième d'étapes du Tour de Wallonie et de l'Eneco Tour, et du Grand Prix de Plouay, où il est devancé au sprint par Filippo Pozzato.
En 2014, l'équipe RadioShack est achetée par l'entreprise Trek et renommée Trek Factory Racing. Nizzolo y est engagé, ainsi que Danilo Hondo, qui encadre les jeunes sprinteurs de l'équipe. Lors du Tour de Wallonie, il remporte la deuxième étape, mais abandonne deux jours plus tard .
Nizzolo est sélectionné pour la course en ligne des championnats du monde 2015 de Richmond.
En 2016, il réalise la meilleure saison de sa carrière. Deuxième du Dubaï Tour, il gagne ensuite deux étapes du Tour de Croatie. Au printemps, il remporte pour la deuxième fois consécutive le classement par points du Tour d'Italie sans gagner de victoires d'étapes. Il a pourtant levé les bras sur la dernière étape de ce Tour d'Italie mais a été déclassé au profit de Nikias Arndt, en conséquence de son sprint irrégulier où il a tassé Sacha Modolo contre les barrières. Une semaine plus tard, il s'impose sur le Grand Prix du canton d'Argovie, puis devient fin juin champion d'Italie sur route  devant Gianluca Brambilla et Filippo Pozzato. Durant l'été, il est troisième de l'EuroEyes Cyclassics à Hambourg et huitième de la Bretagne Classic à Plouay. Il obtient deux nouvelles victoires en septembre, en Italie : la Coppa Bernocchi et le Tour du Piémont. Au championnat du monde sur route à Doha, il est co-leader de l'équipe d'Italie avec Elia Viviani et prend la cinquième place. Il termine sa saison au Tour d'Abou Dabi, dont il gagne une étape.
Durant l'hiver, il souffre d'une tendinite au genou et doit repousser le début de sa saison 2017. Il fait son retour à la compétition le 18 avril au Tour de Croatie. Sur le Tour d'Italie, il termine deux fois dans les quatre premiers, mais doit abandonner après dix jours de course. Il termine sa saison 2017 sans victoire.
Il retrouve le succès en janvier 2018, s'imposant lors de la 7e étape du Tour de San Juan. En juillet, il termine troisième de la RideLondon-Surrey Classic. Le mois suivant il se classe sixième de l'EuroEyes Cyclassics. Non retenu sur le Tour d'Italie, il participe au Tour d'Espagne et termine notamment deuxième derrière Elia Viviani de la troisième étape.
Après huit ans chez Trek-Segafredo, il rejoint l'équipe World Tour Dimension Data en 2019. Il récupère la place de sprinteur, laissée libre avec le départ de Mark Cavendish. En février, il est lauréat de la dernière étape du Tour d'Oman. Il décroche quatre tops sur le Tour d'Italie, puis un succès d'étape sur le Tour de Slovénie et trois autres tops 10 sur le Tour de France. En août, il gagne la 1re étape du Tour de Burgos et se classe troisième de la EuroEyes Cyclassics.
En 2020, il est l'homme fort de la saison de l'équipe NTT Pro Cycling. Il devient pour la deuxième fois champion d'Italie, puis champion d'Europe sur route devant le Français Arnaud Démare. Il gagne également une étape du Tour Down Under et de Paris-Nice. Sur les classiques, il se classe deuxième de Kuurne-Bruxelles-Kuurne, cinquième de Milan-San Remo et sixième du Samyn. Touché au genou, il abandonne le Tour de France lors de la huitième étape et manque la fin de saison.
Lors de la saison 2021, il gagne en février la Clásica de Almería. Le mois suivant, il est deuxième de Gand-Wevelgem derrière Wout van Aert et quatrième de la Classic Bruges-La Panne. Le 21 mai, après deux deuxièmes places, il remporte sa première victoire d'étape sur le Tour d'Italie à sa huitième participation, en y remportant la 13e étape. Il s'agit également de sa première victoire sur un grand tour. Il est non-partant deux jours plus tard, indiquant n'avoir pas assez récupéré des étapes de montagne. Il s'adjuge par la suite le  Circuit de Getxo et prend la dixième place de la Bretagne Classic. En septembre, il n'est pas sélectionné pour défendre son titre aux championnats d'Europe de Trente, à domicile. Il conclut son année avec une deuxième place du Tour du Piémont.
En 2022, après l'arrêt de l'équipe Qhubeka Assos, il rejoint la formation Israel-Premier Tech. Il effectue un bon début de saison, en terminant troisième du Trofeo Alcúdia-Port d'Alcúdia et de la Clásica de Almería. Il subit une chute au cours de la descente du Poggio lors de Milan-San Remo 2022 qu'il termine 18e. Il se fracture le poignet gauche à cette occasion. Après un Tour d'Italie qu'il abandonne après trois tops 10, il se classe deuxième de la Flèche de Heist derrière Arnaud De Lie. Le 27 juillet, il gagne la 1re étape du Tour de Castille-et-León, son premier succès sous ses nouvelles couleurs. Malgré sa régularité et ses nombreuses places d'honneur, il ne peut pas empêcher la perte de la licence World Tour de l'équipe Israel-Premier Tech, rétrogradée comme UCI ProTeam en 2023.
En 2024, il s'engage avec l'équipe Q36.5  (UCI ProTeam). À la suite d'un accident à l'entrainement le 23 décembre 2023, il subit une opération de la jambe droite le 27 décembre dans l'hôpital cantonal des Grisons, à Coire, en Suisse. La rééducation de cette blessure le tient éloigné des pelotons durant les quatre premiers mois de la saison 2024. Son retour est annoncé pour la Lotto Famenne Ardenne Classic, le 28 avril 2024.

## Palmarès sur route

### Palmarès amateur
| - 2007 - 2e du Gran Premio dell'Arno - 2008 - Trofeo SC Marcallo Casone - Circuito del Pozzo - Trofeo Sportivi Magnaghesi - 2e du Trophée Lampre - 2009 - Coppa San Bernardino - Coppa Città di Melzo - Coppa Caduti Buscatesi - Circuito del Termen - 2e étape du Tour de Tenerife (contre-la-montre par équipes) - Trofeo Papà Cervi - Medaglia d'Oro Nino Ronco - Gran Premio Sportivi San Vigilio - Targa Libero Ferrario - Circuito Alzanese - Circuito Mezzanese - 2e du Gran Premio San Gottardo - 2e de la Medaglia d'Oro Città di Monza - 2e du Trofeo Comune di Acquanegra sul Chiese - 3e du Trophée Giacomo Larghi - 4e des Jeux méditerranéens sur route | - 2010 - Grand Prix Ceda - Circuito di Sant'Urbano - Gran Premio della Possenta - Notturna di Piombino Dese - Coppa Quagliotti - Medaglia d'Oro Nino Ronco - Circuito di San Donà di Piave - Circuito dell'Assunta - 2e de La Popolarissima - 2e du Circuito del Termen - 2e du Gran Premio Ciclistico Arcade - 2e du Gran Premio Sannazzaro - 2e de la Coppa San Vito - 3e de la Targa Libero Ferrario - 5e du championnat d'Europe sur route espoirs |  |

### Palmarès professionnel
| - 2011 - 5e étape du Tour de Bavière - 2e du ProRace Berlin - 3e du Tour de Cologne - 5e du Grand Prix de Plouay - 2012 - Tour de Wallonie : - Classement général - 3e étape - 5e étape de l'Eneco Tour - 3e étape du Tour du Poitou-Charentes - 3e de la Vattenfall Cyclassics - 7e du Grand Prix de Plouay - 2013 - 2e et 3e étapes du Tour de Luxembourg - 2e du Grand Prix de Plouay - 2014 - 3e étape du Tour de San Luis - 2e étape du Tour de Wallonie - 2e de la Vattenfall Cyclassics - 3e de Paris-Bourges - 9e du Grand Prix de Plouay - 2015 - Grand Prix Nobili Rubinetterie - Classement par points du Tour d'Italie - 3e de la Vattenfall Cyclassics - 3e des Trois vallées varésines - 3e de Paris-Bourges - 2016 - Champion d'Italie sur route - 1re et 3e étapes du Tour de Croatie - Classement par points du Tour d'Italie - Grand Prix du canton d'Argovie - Coppa Bernocchi - Tour du Piémont - 1re étape du Tour d'Abou Dabi - 2e du Dubaï Tour - 3e de la EuroEyes Cyclassics - 5e du championnat du monde sur route - 8e de la Bretagne Classic | - 2018 - 7e étape du Tour de San Juan - 3e de la RideLondon-Surrey Classic - 6e de la EuroEyes Cyclassics - 2019 - 6e étape du Tour d'Oman - 5e étape du Tour de Slovénie - 1re étape du Tour de Burgos - 3e de la EuroEyes Cyclassics - 6e de la RideLondon-Surrey Classic - 9e des Trois Jours de Bruges-La Panne - 2020 - Champion d'Europe sur route - Champion d'Italie sur route - 5e étape du Tour Down Under - 2e étape de Paris-Nice - 2e de la Race Torquay - 2e de Kuurne-Bruxelles-Kuurne - 2e du Circuit de Getxo - 5e de Milan-San Remo - 2021 - Clásica de Almería - 13e étape du Tour d'Italie - Circuit de Getxo - 2e de Gand-Wevelgem - 2e du Tour du Piémont - 4e de la Classic Bruges-La Panne - 10e de la Bretagne Classic - 2022 - 1re étape du Tour de Castille-et-León - 2e de la Flèche de Heist - 3e du Trofeo Alcúdia-Port d'Alcúdia - 3e de la Clásica de Almería - 2023 - Tro-Bro Léon - 2024 - 5e étape du Sibiu Cycling Tour - 2025 - 3e du Grand Prix Criquielion |  |

### Résultats sur les grands tours

#### Tour de France
2 participations
- 2019 : abandon (12e étape)
- 2020 : abandon (8e étape)

#### Tour d'Italie
9 participations
- 2012 : 130e
- 2013 : 130e
- 2014 : 141e
- 2015 : 137e,  vainqueur du classement par points
- 2016 : 110e,  vainqueur du classement par points
- 2017 : non-partant (11e étape)
- 2019 : non-partant (13e étape)
- 2021 : non-partant (15e étape), vainqueur de la 13e étape
- 2022 : non-partant (14e étape)

#### Tour d'Espagne
1 participation
- 2018 : 140e

### Classements mondiaux
| Année                                 | 2010 | 2011 | 2012 | 2013 | 2014 | 2015 | 2016 | 2017  | 2018 | 2019 | 2020 | 2021 | 2022 | 2023 | 2024 |
| ------------------------------------- | ---- | ---- | ---- | ---- | ---- | ---- | ---- | ----- | ---- | ---- | ---- | ---- | ---- | ---- | ---- |
| UCI World Tour                        |      | 98e  | 65e  | 59e  | 48e  | 56e  | 58e  | 303e  | 84e  |      |      |      |      |      |      |
| Classement mondial                    |      |      |      |      |      |      | 14e  | 1161e | 139e | 112e | 24e  | 21e  | 92e  | 165e | 780e |
| UCI Europe Tour                       | 513e |      |      |      |      |      | 15e  | 1287e | 781e | 92e  | 21e  | 18e  | 77e  | nc   | nc   |
| UCI Asia Tour                         | nc   |      |      |      |      |      | 3e   | nc    | 357e |      |      |      |      |      |      |
| UCI America Tour                      | nc   |      |      |      |      |      | nc   | nc    | 218e |      |      |      |      |      |      |
|                                       |      |      |      |      |      |      |      |       |      |      |      |      |      |      |      |
| Légende : nc = non classéSource : UCI |      |      |      |      |      |      |      |       |      |      |      |      |      |      |      |

## Palmarès sur piste

### Championnats du monde juniors
- 2007
  -  Médaillé de bronze de la poursuite par équipes

### Championnats nationaux
- 2007
  - 2e du championnat d'Italie de keirin juniors
  - 2e du championnat d'Italie de poursuite par équipes juniors
  - 3e du championnat d'Italie de l'américaine juniors
  - 3e du championnat d'Italie de vitesse par équipes juniors

## Distinctions
- Giglio d'Oro : 2016